# August Natterer
August Natterer, né le 3 août 1868 et mort le 7 octobre 1933, également nommé Neter, est un peintre schizophrène allemand.

## Biographie
August Natterer, renommé Neter par son psychiatre pour les protéger lui et sa famille de l'immense stigmatisation sociale associée aux troubles mentaux à cette époque, est né en 1868 à Schornreute, près de Ravensbourg en royaume de Wurtemberg, et il est le cadet de neuf frères et sœurs. Natterer étudie en ingénierie, se marie, voyage beaucoup et engage une brillante carrière d'électricien avant de souffrir de délires et de troubles anxieux. Le 1er avril 1907, il souffre d'une hallucination concernant le jugement dernier durant laquelle « 10 000 images ont défilé devant ses yeux en une demi-heure. »
Natterer maintient par la suite qu'il est le fils adopté de l'empereur Napoléon Ier. Cette vision lui donne une immense inspiration artistique qu'il expose ensuite dans ses œuvres. Les œuvres de Natterer sont le plus souvent étudiées scientifiquement qu'artistiquement. Il décède en 1933 dans un asile psychiatrique près de Rottweil.

## Travaux
Natterer était l'un des « maîtres schizophrènes » décrit par Hans Prinzhorn dans son ouvrage intitulé Expressions de la Folie (Bildnerei der Geisteskranken). Natterer tentait de montrer par le biais de ses œuvres les « 10 000 images » qu'il a vu défiler devant ses yeux en avril 1907.